# Bumpfuhl

Lage des Bumpfuhls in Heiligensee

Der Bumpfuhl ist ein Feuchtgebiet im Berliner Ortsteil Heiligensee im Bezirk Reinickendorf am nordwestlichen Stadtrand von Berlin. Er liegt nördlich der als Schutzgebiet der europäischen Fauna-Flora-Habitat-Richtlinie und Bestandteil des länderübergreifenden Schutzgebietssystems Natura 2000 geschützten Baumberge. Er ist als flächenhaftes Naturdenkmal geschützt.
Der Bumpfuhl ist ein natürlich entstandenes Feuchtgebiet im Endmoränenbereich des Barnim und liegt inmitten des weitgehend als Agrargebiet genutzten Gebietes südlich des Ortsteils Heiligensee. Um 1893 wurden Teile des Gebietes durch Sandaufschüttungen aus dem benachbarten Binnendünengebiet trockengelegt. Infolge der Bestrebungen der Bürgerinitiative „Rettet die Felder“ 1983 wurde das Gebiet am 17. Mai 1985 unter Schutz gestellt, „um die für Feuchtgebiete typischen Lebensgemeinschaften und Lebensstätten wildwachsender Pflanzen und wildlebender Tiere zu erhalten. Es wird auch wegen seiner Schönheit und seiner Bedeutung für das Landschaftsbild geschützt.“